# Memrise
Memrise è una piattaforma linguistica che utilizza la ripetizione dilazionata di alcune carte per migliorare il processo di apprendimento. Inoltre memrise offre dei contenuti creati dagli utenti che spaziano in svariati campi. Memrise dispone al momento di 16 corsi per lingua. L'applicazione conta oltre 35 milioni di utenti registrati. Memrise produce introiti dal 2016.

## Origini e sviluppo
Memrise fu fondata da Ed Cooke, un Grand Master of Memory, e Greg Detre, un neuroscienziato di Princeton specializzato in scienze della memoria. Il sito fu dapprima lanciato sotto forma di beta privata, dopo aver vinto la competizione "Princeton Entrepreneurship Club 2009 TigerLaunch" nel 2009. Il 1º ottobre 2012 fu permesso a 100 utenti di registrarsi per provare una versione non-beta chiamata Memrise 1.0. Dal marzo 2013 è disponibile l'applicazione di Memrise sia per Android che per iOS (nei rispettivi store).

## Ripetizione dilazionata
Memrise utilizza la ripetizione dilazionata per accelerare il processo di apprendimento della lingua. Questa metodologia di apprendimento è una tecnica basata su delle prove effettive e consiste nell'aumento del tempo di ripetizione riguardante vocaboli già imparati tra un test e l'altro, al fine di sfruttare l'effetto psicologico "spacing-effect". L'utilizzo di questa tecnica ha dimostrato di incrementare la quantità di informazione apprese. Nonostante il principio sia utile in molti contesti, la ripetizione dilazionata è generalmente applicata in contesti per i quali gli studenti devono acquisire un gran numero di conoscenze per poi mantenerle nel tempo. Il sistema è dunque adatto per risolvere il problema dell'apprendimento di un nuovo dizionario, come ad esempio quello per la seconda lingua.

## Riconoscimenti
Nel luglio 2010, Memrise è stata nominata come una delle vincitrici della competizione London Mini-Seedcamp. Nel novembre del 2010, il sito è stato nominato come finalista al TechCrunch come start-up dell'anno. A marzo del 2011, è stata scelta come una delle startup Techstart di Boston. Nel maggio del 2017, Memrise è stata nominata vincitrice come una delle migliori app della seconda edizione del Google Play awards.

## Critiche
All'inizio di febbraio 2019, Memrise è stata oggetto di molte critiche in quanto i contributi degli utenti sarebbero stati migrati su una piattaforma differente rispetto a quella originale. Fu annunciato che questa nuova piattaforma non avrebbe avuto un'applicazione e che il materiale contenuto in essa non sarebbe stato accessibile offline. In risposta a queste idee, i forum di Memrise sono stati bombardati con post-critica in quanto definite come uno schiaffo in faccia agli utenti e ai creatori di contenuti. Queste critiche si sono poi spostate su Reddit dove molti utenti hanno suggerito di passare a piattaforme rivali.
A fine settembre 2012, la classifica degli utenti fu sospesa in via temporanea a causa di "imbrogli". Alcuni utenti hanno utilizzato dei bot per aumentare il loro punteggio, il quale non rispecchiava il loro effettivo livello di apprendimento. Per contrastare il fenomeno, gli amministratori hanno stabilito una nuova classifica.